# Simone Storm
Simone Storm (Brusque, 1 de março de 1969) é uma ex-voleibolista indoor brasileira que atuava na posição de Levantadora, com passagens em clubes brasileiros e que conquistou a servindo as categorias de base da Seleção Brasileira a primeira medalha de ouro em edições do Campeonato Mundial Juvenil em 1987 na Coreia do Sul e alcançou o bicampeonato na edição de 1989 no Peru; e pela seleção principal conquistou o vice-campeonato no  Pré-Olímpico Mundial realizado na Itália e disputou com apenas 19 anos de idade a edição dos Jogos Olímpicos de Verão de 1988 em Seul.Em clubes foi medalhista de ouro no Campeonato Mundial de Clubes de 1994 no Brasil.Concomitante a carreira de atleta exercia a profissão de modelo.

## Carreira
Simone  desde as categorias de base integrava Seleção Catarinense, representando  a categoria juvenil em 1984, ao lado de Ana Moser.Começou sua carreira na SEB/Brusque e conquistou o título dos Jasc em 1985.Migrou para São Paulo e foi contratada pelo Pão de Açúcar na temporada 1986.
Em 1987 é convocada  pelo técnico Marco Aurélio Motta para Seleção Brasileira, para disputar o Campeonato Mundial Juvenil nas cidades sul-coreanas de Seul e Pusan conquistando a primeira medalha de ouro da categoria  na competição e foi eleita a Melhor Levantadora da edição. Nesse mesmo ano  integrou a equipe da SuperGásbrás. No ano seguinte serviu na categoria adulto a Seleção Brasileira para disputar o Torneio Qualificatório para os Jogos Olímpicos de Verão  de 1988, ou seja, Pré-Olímpico Mundial, tal torneio disputado em Forli-Itália, ficando com vice-campeonato  desta edição e qualificando o Brasil para a referida Olimpíada.
Disputou  com 19 anos de idade a Olimpíada de Seul de 1988,quando foi convocada pelo técnico Jorjão, vestiu a camisa#15 quando a equipe alcançou a sexta posição.Em 1989 foi novamente convocada para representar a Seleção Brasileira no Campeonato Mundial Juvenil em Lima-Peru conquistando consecutivamente  a medalha de ouro.
Atuou pelo Leite Moça na jornada 1993-94 sendo campeã paulista de 1993 e foi semifinalista da Liga Nacional, nomenclatura anterior a Superliga Brasileira A 1993-94.
Em 1994 entre a carreira de atleta e modelo, foi convocada pelo técnico Bernardo Rezende para a Seleção Brasileira para a preparação para o Campeonato Mundial  do Brasil, sediado nas cidades de Belo Horizonte e São Paulo.Ainda em 1994 atuou pelo Leite Moça/Sorocaba disputou o Campeonato Mundial de Clubes, sediado em São Paulo-Brasil e conquistou a medalha de ouro  nesta edição.
Na temporada 1994-95, Simone foi vice-campeã paulista em 1994 e  disputou a primeira edição da Superliga Brasileira A nesta jornada  pelo Leite Moça/Sorocaba, sagrando-se campeã por esta equipe.
Foi contratada pelo BCN/Osasco  e disputou a Superliga Brasileira A 1997-98 e nesta edição alcançou a sétima posição.No período esportivo seguinte sagrou-se vice-campeã  do Campeonato Paulista de 1998 e  conquistou o ouro nos Jogos Abertos do Interior  realizados na cidade de Araçatuba.
No ano de 2000 atuou pela SEB/Buettner/ZM e foi vice-campeã do Grand Prix Adulto Feminino da Liga Sul de Voleibol neste mesmo ano..Em 2014  foi homenageada pela Nestlé juntamente com  mais doize atletas que conquistaram há 20 anos a inédita medalha de ouro no Campeonato Mundial de Clubes de 1994.

## Títulos
- Pré-Olímpico Mundial:1988[6]
- Superliga Brasileira A: 1994-95[17]
- Jasc:1985[2]
- Jogos Abertos do Interior de São Paulo:1998[19]
- Campeonato Paulista:1993[10]
- Campeonato Paulista:1994[16], 1998[19]
- Liga Sul:2000[21]

## Premiações Individuais
- Melhor Levantadora do Campeonato Mundial Juvenil de 1987[5]

## Ligações Externas
- Profile Simone Storm (en)